# Damp (gods)
 For alternative betydninger, se Damp. (Se også artikler, som begynder med Damp)
Damp er et gods beliggende ved Hegnholt midtvejs mellem landsbyerne Damp og Fuglsang-Grønholt på halvøen Svansø i Sydslesvig. Administrativt hører godset under Damp kommune i Rendsborg-Egernførde kreds i den nordtyske delstat Slesvig-Holsten. I kirkelig henseende hører stedet under Karby Sogn. Sognet lå i den danske periode indtil 1864 i Risby Herred (senere Svans godsdistrikt, Egernførde Herred).
I senmiddelalderen hørte flere gårde i omegnen under Slesvig Domkapitel. Efterhånden blev gårdene opkøbt af godsherren på Grønholt. 1559 blev Damp udskilt af dette gods og udviklede sig i de følgende år til et af de største godser i Svans godsdistrikt med tilhørende landsbyer i Karby Sogn (Nyby) og Siseby Sogn (Pommerby og Svartstrøm/Svastrum). Dertil kom avslgården Dortjedal (Dorotheenthal). I årene 1519 til 1626 var godset i Wisch-Familiens eje, som byggede den nuværende hovedbygning. Derefter kom gården til Rantzau- og senere til Pogwisch-familien. Under Otto Rantzau kom 1640 de nuværende gårdbygninger til. I årene 1656 til 1797 var Damp i Ahlefeldt-familiens eje. Fra 1697 blev hovedbygningen ombygget i barokstil. I 1794 kom Damp som fideikommis til familien Qualen. Som følge af patrimonialjurisdiktionens afskaffelse i 1853 kom Damp som alle andre godser i Svans godsdistrikt under det nyoprettede Egernførde Herred. I dag ejes godset af Reventlow-familien.
Gården er omgivet med en borggrav, over hvilken der fører to broer. I sin kerne består gården af en firkantet centralbygning med store paviloner føjet til hvert af de fore hjørner. Midterhuset optages af en stor sal med omløbende galleri med udskåret ballustradeværk, et orgel og loftstuk, som viser kvindelige musikere med klassiske musikinstrumenter. Stukkatørarbejdet menes udført af den italienske mester Carlo Enrico Brenno, som fra sit hjemland drog til Danmark, hvor han i årene 1720 til 1745 udførte en hel række arbejder af samme art som loftet på Damp på en del danske slotte og herregårde såsom på Fredensborg og Clausholm. Salen fungerer som koncertrum, festsal og opholdstue. På den forreste holm ligger porthus samte stald- og ladebygningerne med velbevaret stråtækt bindingsværk.
Vest for hovedgården ved Fuglsang-Grønholt ligger den 1706 funderede stiftelse for fattige. Stiftelsen er viet Johannes Døberen (Sankt Hans) og består af fire bygninger samt et friststående klokkestabel. Den tredelte hovedbygning i midten, prydet med tagrytter og et lille spir, rummer et mindre kapel fra 1742, hvor der holdtes tidligere gudstjeneste skiftevis af præsterne fra Karby, Siseby og Vabenæs. Kapellet blev ombygget i 1912. I forlængelse ligger yderlige tre selvstændige småhus, som er indrettet som friboliger for ældre arbejdere og bønder fra godset.
Damp er første gang nævnt 1462, den tilhørende gård 1517. Stednavnet er afledt af *damp (at slå eller dumpe, sml. bornholmsk/østdansk dampa), som beskriver et faldende vandløb, her måske den ved Damp Mølle beliggende Bogå (Svastrum Å).